# Неоконсерватизм
Неоконсервати́зм (англ. neoconservatism) — идеология той части консервативных политиков в США, которые выступают за использование экономической и военной мощи США для победы над враждебными им режимами и установление в этих государствах демократии.
Это направление появилось в начале 1970-х годов в рамках Демократической партии в связи с тем, что часть демократов была не согласна с недовольством большинства демократов войной во Вьетнаме и выражала скептицизм в отношении социальных программ «Великого общества». Хотя неоконсерваторы в целом являются сторонниками свободного рынка, они менее склонны возражать против вмешательства государства в жизнь общества (в частности, против увеличения налогов), чем палеоконсерваторы и либертарианцы. В современной литературе и журналистике за приверженцами неоконсерватизма прочно закрепился термин «неокон».

## Терминология
Термин «неоконсерватизм» был популяризирован в США в 1973 социалистическим политиком Майклом Харрингтоном для характеристики взглядов Дэниела Белла, Дэниэла Патрика Мойнихэна и Ирвинга Кристола.
Понятие «неоконсерватизм» использовалось Ирвингом Кристолом в статье 1979 года «Confessions of a True, Self-Confessed 'Neoconservative.'» Его идеи начали оказывать влияние с 1950-х годов, когда он стал сооснователем и редактором журнала Encounter. Другим активным властителем дум был Норман Подгорец, редактор журнала Commentary с 1960 по 1995 год. В написанной в 1982 году для журнала New York Times Magazine статье «The Neoconservative Anguish over Reagan’s Foreign Policy» Подгорец называл себя неоконсерватором. В конце 1970-х — начале 1980-х неоконсерваторы считали имеющийся либерализм неудачным.
Сеймур Липсет и Джона Голдберг, которых самих считали неоконсерваторами, имели свой взгляд на возникновение термина. Липсет считал его родоначальником социалистов, критиковавших социал-демократов (SDUSA), Голдберг считал термин идеологической критикой современного американского либерализма, ставшего более консервативным. Историк Жюстин Вайс, считал их позицию ошибочной: «неоконсерватизм» использовался Майклом Харрингтоном касательно трёх человек, не входивших в SDUSA, а сам неоконсерватизм является определимым политическим движением
К неоконсерватизму интерес со стороны американских СМИ возрос в ходе президентства Джорджа Буша-младшего, особое внимание уделялось влиянию идеологии на внешнюю политику.

## Возникновение
Многие неоконсерваторы являлись представителями нью-йоркской еврейской интеллигенции 1930-х годов. Они придерживались левых политических взглядов (часть — троцкизма) и выступали против сталинизма. Во время холодной войны они сохранили своё отношение к СССР, продолжая поддерживать США. Большая их часть в дальнейшем стала либерал-демократами.
В течение 1950-х и в начале 1960-х годов, будущие неоконсерваторы поддерживали движение за гражданские права чернокожих в США, расовую интеграцию, Мартина Лютера Кинга. Общим одобрением пользовалось участие США в гражданской войне во Вьетнаме для предотвращения победы коммунистов.
Неоконсерватизм возник на фоне отказа от политики нового курса со стороны коалиции американских новых левых: Black power (обвинявшую евреев в лицемерии по интеграции и поддержке Израиля в шестидневной войне; «анти-антикоммунизме», в конце 1960-х годов включивший в себя элементы марксизма-ленинизма; и движения «новая политика», которых Норман Подгорец обвинял в отчуждённости от большинства населения из-за близости к контркультуре. Многие были особенно встревожены антисемитскими настроениями адвокатов Black power. Ирвинг Кристол редактировал журнал The Public Interest (1965—2005), с участием экономистов и политологов, негативно относясь к внедрению государственного планирования в либеральной экономике из-за непредвиденных пагубных последствий. Многие первые неоконсерваторы были разочаровавшимися демократическими политиками и интеллектуалами, такие как Дэниэл Патрик Мойнихэн (работавший в администрации Ричарда Никсона), и Джин Киркпатрик (являлась послом США в ООН при президенте Рональде Рейгане).

## История
Изначально неоконсерваторами американские либералы называли своих бывших единомышленников, которые в 1960-х и 1970-х годах стали более правыми по вопросам внешней политики, но оставались на левых позициях по некоторым вопросам внутренней политики. Неоконсерваторы выступали против «разрядки» и настаивали на продолжении конфронтации с СССР.
Первыми неоконсерваторами были члены небольшой группы преимущественно еврейских интеллектуалов-либералов, которые в 1960-х и 1970-х выступили против того, что им казалось политикой социальных излишеств американских левых, и против снижения военных расходов. Многие из них были связаны с сенатором от Демократической партии Генри Джексоном.
К 1980-м годам большинство неоконсерваторов стали членами Республиканской партии, поддержав политику президента Рональда Рейгана по увеличению военных расходов и более жесткому противостоянию СССР. Молодое поколение неоконсерваторов никогда не разделяло левых взглядов, они всегда были «рейгановскими» республиканцами.
После распада СССР неоконсерваторы выступали против того, что они считали «благодушием» и предупреждали об угрозе уменьшения роли США в мире в связи со снижением военных расходов.
После террористических актов 11 сентября 2001 года неоконсерваторы активно поддержали «войну против терроризма», объявленную президентом Джорджем Бушем (младшим), отправку американских войск в Афганистан и вторжение в Ирак.
Большинство неоконсерваторов безоговорочно поддерживают Израиль, в котором они видят наиболее надежного союзника США на Ближнем Востоке и оплот демократии в этом регионе мира.

## Принципы
Фрэнсис Фукуяма выделяет четыре основных принципа (приводятся по В. Сендерову):
1. Убеждение, что характер внутреннего режима каждой страны влияет на её внешнюю политику — и уже поэтому не может не быть предметом интереса и давления со стороны либерально-демократических обществ. Это убеждение отличает неоконсерваторов от «реалистов», всегда выражающих готовность «торговать хоть с людоедами» и декларирующих своё безразличие к чужим внутренним делам.
2. Убеждение, что американская мощь уже используется и должна использоваться в нравственных целях: мощь США, в том числе и военная, необходима для решения задач морального характера. США, главенствующая в мире держава, несут особую ответственность. Таким образом закрепляется роль США как «мирового полицейского»[21].
3. Недоверие к масштабным проектам социального строительства, боязнь нежелательных последствий программ социального планирования.
4. Скептицизм в отношении как легитимности, так и эффективности механизмов международного права и международных институтов в деле обеспечения безопасности и справедливости.

Основные положения современной неоконсервативной программы были изложены Уильямом Кристолом и Робертом Каганом в 1996 году. Суть их была выражена в следующем:
- США призваны осуществлять «гуманную глобальную гегемонию» (англ. benevolent global hegemony) во всём мире на основе своего международного влияния и авторитета, возникшего в результате международной и оборонной политики прошлых лет.
- Авторы статьи предлагают следующие «три императива»:

1. Значительное увеличение военного бюджета.
2. Пропаганду патриотизма и милитаристских ценностей среди гражданского населения, «единение народа и армии», рекрутирование в её ряды как можно больше добровольцев.
3. «Моральная ясность» (англ. moral clarity) действий — не дожидаясь появления угроз, активно распространять во всем мире американские политические принципы — демократию, рыночную экономику и уважение к свободе.

Повсеместное распространение американской модели демократии любыми средствами, вплоть до военных, было одной из главных задач, провозглашенных «неоконами». Уильям Кристол в одном из своих очерков писал: «Сталкиваясь с неординарными событиями, Соединенные Штаты всегда будут чувствовать свою обязанность всеми средствами защищать демократическую нацию от нападения недемократических сил, внешних и внутренних».
Исследователи отмечают, что «Для неоконсервативной революции в Америке проблема стран Ближнего Востока стала одним из главных идеационных и мобилизирующих инструментов» (см. также Исламофашизм).

## Ключевые персоналии
- Ирвинг Кристол
- Уильям Кристол
- Норман Подгорец
- Лео Штраус
- Каган, Дональд
- Фергюсон, Нил (историк)

## Сторонники
- Project for the New American Century (PNAC) (англ.)
- American Enterprise Institute (AEI)
- Benador Associates — американское PR-агентство.
- Журнал «The Weekly Standard» Архивная копия от 25 февраля 2007 на Wayback Machine (англ.)
- Журнал «Commentary» Архивная копия от 1 июня 2007 на Wayback Machine (англ.)

## Противники
- Конференция Axis for Peace, организованная 17 ноября 2005 в Брюсселе по инициативе Voltaire Network.
- Движение неприсоединения